# Luna de cigarras
Luna de Cigarras es una película paraguaya de acción de 2014, dirigida por Jorge Bedoya y coescrita por éste y Nathan Christopher Haase. Es una producción de Paraguay. Cuenta con la participación de Lali González, Nico García, Javier Enciso, Nathan Christopher Haase, Ever Enciso, Andrea Quattrocchi, entre otros.
La trama de la película se desarrolla principalmente en la ciudad de Asunción y retrata el Paraguay contemporáneo del agro-negocio, el contrabando y el narcotráfico.

## Argumento
El joven estadounidense J.D. Flitner (Nathan Christopher Haase) llega a la ciudad de Asunción para cerrar un trato misterioso con un poderoso mafioso conocido con el seudónimo de «El Brasiguayo» (Beto Barsotti). Quien lo recibe en Paraguay es Gatillo (Javier "Krusty" Enciso), mano derecha de El Brasiguayo, que busca sobrepasar a su jefe, dejando en una situación comprometedora a Flitner. Sin darse cuenta, la vida de J.D. Flitner está amenazada cuando sale a explorar los laberintos nocturnos de la ciudad de Asunción, donde termina perdiéndose.

## Elenco[2]
- Lali González como «Mabel»;
- Nathan Christopher Haase como «J.D. Flitner»;
- Víctor Sosa Traverzzi como «Rodrigo»;
- Nico García como «El Chino»;
- Tito Jara Román como «Chipero»;
- Andrea Quattrocchi como «Sandra»
- Magdalena Estigarribia como «Sofía»;
- Ana Livieres como «Novia del Brasiguayo»;
- Javier Enciso como «Gatillo»;
- Francisco Javier Díaz como «Lucho»;
- Violeta Acuña como «Chica en galería»;
- Hugo Cataldo como «Sacerdote»;
- Nathalie Lange como «Mirta»;
- Héctor Silva como «Giuliani»;
- Calolo Rodríguez como «Torito»;
- Beto Barsotti como «El Brasiguayo»;
- Wilfrido Acosta como «Funcionario Público»;
- Héctor Javier Fernández como «Malabarista»;
- Gladys Aveiro como «Manicurista»;
- Amparo Velázquez como «Chica en galería»;
- Sandra Kúku Flecha como «La Caficha»;
- Julio Prous Torales como «Doctor»;
- Raul Insfrán como «Yuri»;
- Eduardo Rubén Cano como «Aduanero»;
- Juanse Buzo como «Tornero».

## Locaciones
La película se rodó casi íntegramente en la ciudad de Asunción, y una parte en Northern California, California (Estados Unidos), y otra en San Bernardino (Paraguay).

## Distribución
La película se estrenó el 17 de octubre de 2014 en salas comerciales de Asunción en Paraguay y pronto se constituyó en una de las películas más taquilleras del Cine de Paraguay, situándose después de la película 7 cajas de Juan Carlos Maneglia y Tana Schémbori.
En 2015 la película se estrenó en cines de Argentina, recibiendo muy buenas críticas.
Luna de Cigarras también se presentó en varios festivales de cine, como el Festival de Cine de Lima en Perú y el Festival Internacional de Cine de Madrid en España.

## Premios

### Ganador
| Año  | País   | Otorgador                                | Premios                                                            |
| ---- | ------ | ---------------------------------------- | ------------------------------------------------------------------ |
| 2015 | España | Festival Internacional de Cine de Madrid | Mejor Director Nobel: Jorge Bedoya Mejor Vestuario: Tania Simbrón. |

### Nominaciones
- Festival Internacional de Cine de Madrid: Mejor Actor de Reparto (En una película extranjera), Javier Enciso; 2015.

### Equipo técnico
- Fotografía= Nahuel Varela
- Montaje=Rodrigo Salomón
- Dirección artística=Osvaldo Ortiz Faiman
- Vestuario=Tania Simbron
- Sonido=Germán Acevedo	...	boom operator / sound director / sound mixer
Alan Borodovsky	...	foley artist / sound editor

Rodrigo Burgos	...	boom operator

Leyla de la Hoz	...	foley artist / foley mixer

Diego Gat	...	dialogue editor / sound re-recording mixer / supervising sound editor

Flavio Nogueira	...	foley mixer / sound effects editor 
- Efectos especiales=Franco Burattini
- Efectos visuales=Bruno Scopazzo

- Editorial Department

Pietro Scappini	...	colorist

Nahuel Srnec	...	technical supervisor 
- Music Department

Jorge Diaz de Bedoya	...	musical director

Eben Haase	...	composer: additional music

Aníbal Otiz	...	music editor